# Škola robinsonů
Škola robinsonů (1882, L'école des robinsons) je dobrodružný román (robinzonáda) s vědeckofantastickými prvky francouzského spisovatele Julesa Verna z jeho cyklu Podivuhodné cesty (Les Voyages extraordinaires). Česky román také vyšel pod názvem Dva Robinsoni.

## Obsah románu

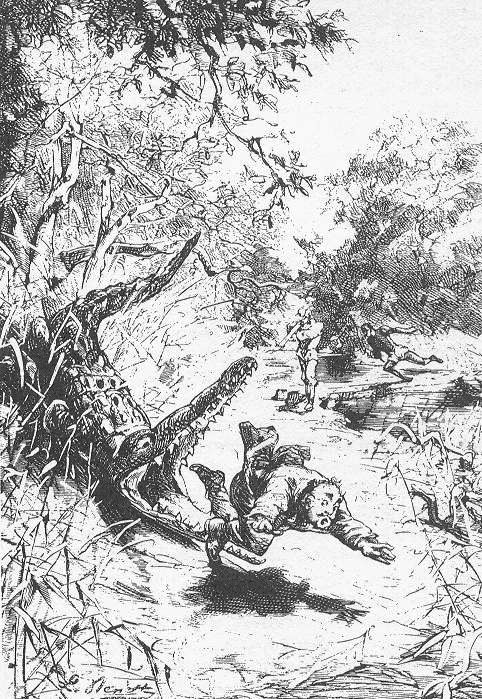
Škola robinsonů, původní ilustrace Léona Benetta.

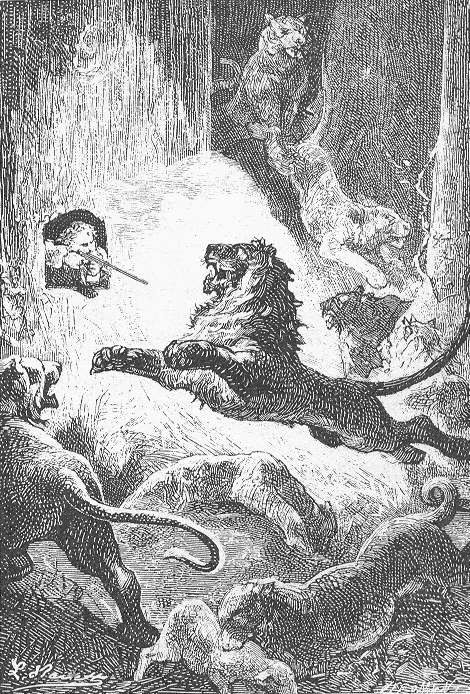
Škola robinsonů, původní ilustrace Léona Benetta.

Příběh knihy začíná v San Franciscu dražbou tichomořského ostrova Spencer ležícího asi 860 kilometrů od pobřeží Kalifornie. Ostrov nakonec získá za čtyři milióny dolarů v souboji s milionářem Taskinarem kalifornský průmyslník William T. Kolderup. Hlavní postavou románu je však mladý Kolderupův synovec Godfrey Morgan, kterého se Kolderup jako sirotka ujal. Kolderup plánuje oženit Godfreyho se svou dcerou Phinou, ale Godfrey chce ještě před svatbou prožít nějaké dobrodružství, nejlépe vykonat cestu kolem světa. Kolderup nakonec souhlasí a vypraví Godfreyho na cestu na své lodi jménem Dream. Jako společníka mu vybere učitele tance a společenského chování Tarteletta, který žije v jeho domě a je pro praktický život téměř nepoužitelný, aby také prošel životní školou. Krátce po odjezdu se však loď dostane do bouře a začne se u neznámého pobřeží potápět. Kapitán doporučí Godfreymu, aby se vrhl přes palubu, doplaval na pevninu a tak si zachránil život. Godfreyu se to skutečně podaří a když bouře skončí, nalezne na pláži ještě Tarteletta. Brzy oba zjistí, že jsou zřejmě jediní, kteří ztroskotání přežili, a že jsou na neobydleném ostrově, který Godfrey pojmenuje po své snoubence.
Trosečníci žijí v dutině obrovské sekvoje, kterou se jim podaří nalézt, a protože mají k dispozici pouze Godfreyho kapesní nůž, živí se jablky a mlži. Jejich situace se však rázem zlepší, když je na ostrov vyplavena bedna, obsahující zbraně, nástroje a oblečení. Když se na ostrově vylodí kanibalové, Godfrey a Tartelett zachrání jejich zajatce Karefinota, který měl být sněden. Rovněž úspěšně odrazí útok medvěda a tygra.
Jednoho dne se však na ostrově vyrojí veliké množství krokodýlů a divokých šelem, před kterými se trosečníci musí zabarikádovat ve svém obydlí ve stromě. Uprostřed boje o přežití, při kterém strom chytne od ohně v obytné dutině, najednou Karefinotu začne k všeobecnému překvapení mluvit plynně anglicky. V poslední chvíli jsou všichni tři muži zachráněni Kolderupem a jeho námořníky z lodi Dream, na které na ostrov připlula i Godfreyho nevěsta Phina.
Godfrey a Tartelett se dozví, že ve skutečnosti neztroskotali. Vše bylo naaranžováno tak, aby Godfrey prožil své dobrodružství a zároveň si společně s Tartelettem oba zocelili charakter. Konstrukce lodi Dream umožňovala libovolně měnit čáru ponoru až po samu palubu, čímž šlo předstírat, že se loď potápí. Ostrov, na kterém se trosečníci zachránili, byl ostrov Spencer, koupený Kolderupem v dražbě. Kanibalové patřili ke Kolderupově personálu, Karefinotu byl najatý herec, bedna s výstrojí byla na ostrov položena úmyslně a medvěd a tygr byly umělého původu (šlo o automatické přístroje, které oživoval hodinový stroj natahovaný na ostrově ukrytým sluhou). Jen zbylé skutečné šelmy nebyly v plánu. Ty na ostrov umístil Kolderupův konkurent Taskinar ve zlosti, že prohrál dražbu.
Román je v podstatě parodií na robinzonády. Humoristické vložky v knize zajišťuje zejména Tartelett, který je z Kolderupova domu zvyklý na pohodlný život, jen těžce se přizpůsobuje tvrdému životu na ostrově a neustále žehrá na svůj osud.

## Ilustrace
Knihu Škola robinsonů ilstroval Léon Benett

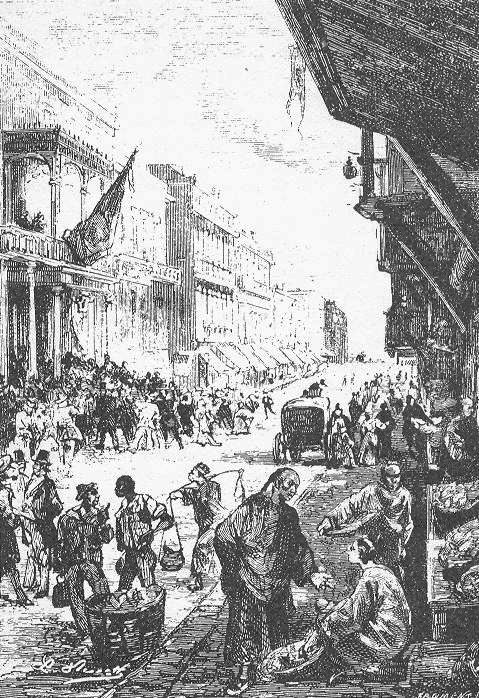
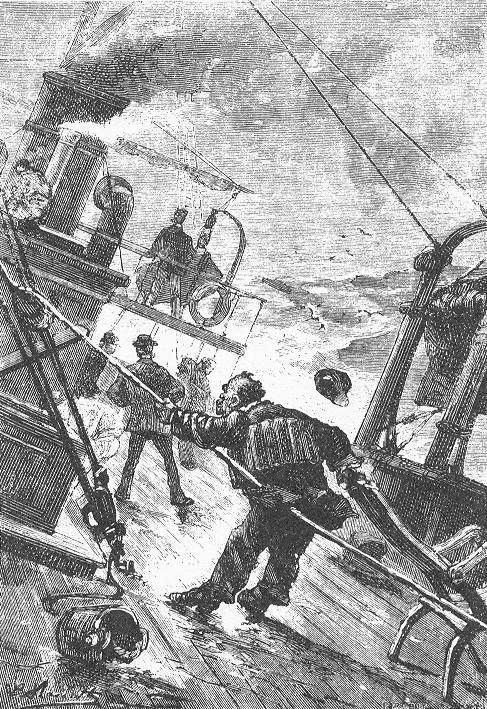
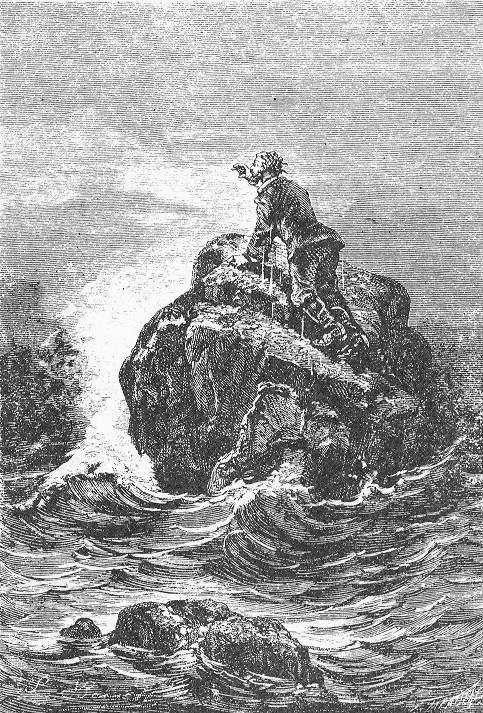
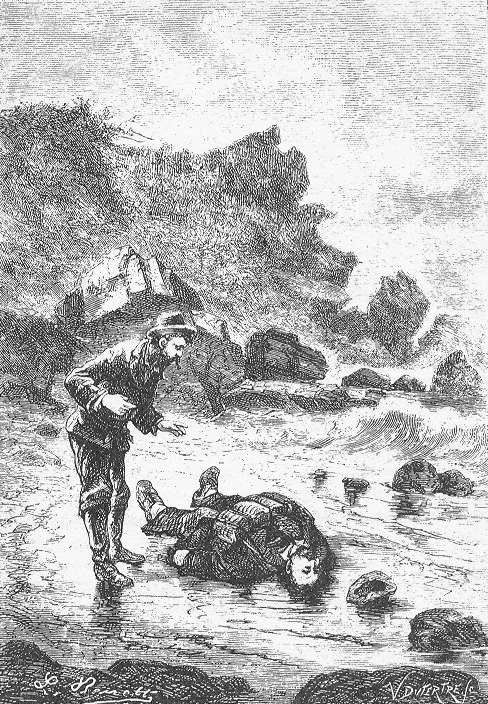
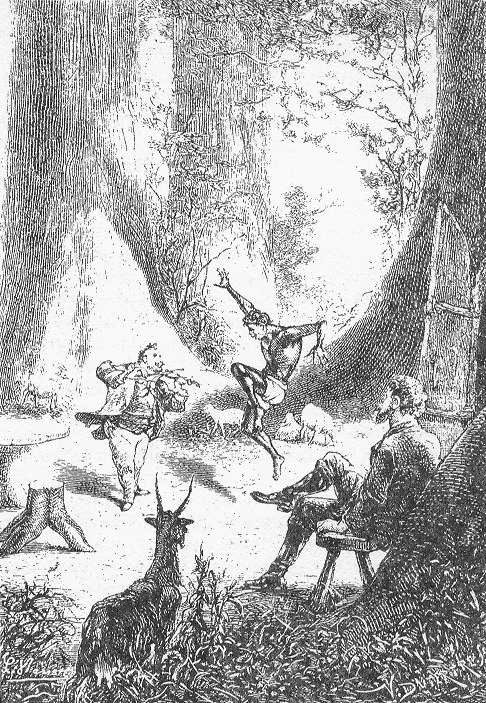

## Filmové adaptace
Podle knihy byl roku 1981 natočen španělský film Misterio en la isla de los monstruos (Tajemství ostrova monster) Juana Piquera Simóna.

## Česká vydání
- Škola robinsonů, Cyrilo-Methodějova knihtiskárna, Praha 1890, přeložil Vítězslav Unzeitig,
- Dva Robinsoni, Josef R. Vilímek, Praha 1902, přeložil Bedřich Fricke,
- Škola robinsonů, Bedřich Kočí, Praha 1907, přeložil Vítězslav Unzeitig,
- Dva Robinsoni, Josef R. Vilímek, Praha 1931, přeložil Bedřich Fricke,
- Ostrov na prodej, Pionýr, Praha, ročník XIX, 1971–72,
- Škola robinzonů, Albatros, Praha 1974, přeložila Marie Slavíková,
- Dva Robinsoni, Návrat, Brno 1998, přeložil Bedřich Fricke, znovu 2009,
- Škola robinsonů, Nakladatelství Josef Vybíral, Žalkovice 2017, přeložil Vítězslav Unzeitig,
- Dva Robinsoni, Omega, Praha 2023, přeložil Bedřich Fricke.